# Корир, Марк
Марк Корир — кенийский легкоатлет, бегун на длинные дистанции.

## Биография
Родился в городе Элдорет, Кения. До 2005 года учился в университете Мои в своём родном городе, затем продолжил учёбу в Университете Вайоминга. С 2006 года он начинает выступать на соревнованиях.

## Достижения
- Полумарафон Рио-де-Жанейро 2011 — 1:01.33 (1-е место)
- Полумарафон Рио-де-Жанейро 2012 — 1:01.48 (2-е место)
- Полумарафон Рио-де-Жанейро 2013 — 1:00.49 (2-е место)
- Сеульский марафон 2013 — 2:07.08 (2-е место)
- Шанхайский марафон 2014 — 2:11.35 (5-е место)
- Парижский полумарафон 2015 — 1:00.48 (2-е место)
- Парижский марафон 2015 — 2:05.49 (1-е место)
- Франкфуртский марафон 2016 — 2:06.48 (1-е место)